# Stanislav Feltl
Stanislav Feltl (20. dubna 1858 Sádek – ???) byl rakouský a český politik, na počátku 20. století poslanec Českého zemského sněmu a Říšské rady.

## Biografie
Vystudoval nižší reálku v Poličce. Působil jako rolník v obci Sádek, kde zastával i úřad obecního starosty (v letech 1906–1910). Předsedal okresnímu zemědělskému spolku a byl členem výboru Ústředního svazu zemědělských společenstev v Praze. V roce 1911 se zmiňuje i jako okresní starosta.
Na počátku století se zapojil i do zemské a celostátní politiky. Ve volbách v roce 1908 byl zvolen do Českého zemského sněmu v kurii venkovských obcí (volební obvod Litomyšl, Polička). Politicky se uvádí coby člen České agrární strany. Kvůli obstrukcím se ovšem sněm fakticky nescházel.
Ve volbách roku 1911 se stal rovněž poslancem Říšské rady (celostátní zákonodárný sbor), za volební obvod Čechy 61. Ve vídeňském parlamentu usedl do Klubu českých agrárníků.